# Snorri
Snorri ist ein männlicher isländischer Vorname. Die norwegische Form ist Snorre.

## Namensträger

### Snorri
- Snorri Asmundsson (* 1966), isländischer Künstler
- Snorri Einarsson (* 1986), isländischer Skilangläufer
- Snorri Goði (963–1031), Gode in Westisland, der in einigen isländischen Sagas Erwähnung findet
- Snorri Guðjónsson (* 1981), isländischer Handballspieler und -trainer
- Snorri Hjartarson (1906–1986), isländischer Dichter
- Snorri Snorrason (* 1977), isländischer Sänger
- Snorri Sturluson (1179–1241), isländischer Historiker, Dichter und Politiker
- Snorri Thorfinnsson (* 1005–1013; † um 1090), Sohn des Entdeckers Þorfinnr Karlsefni und Guðríðr Eiríksdóttirs

### Snorre
- Snorre Kirk (* 1981), norwegischer Jazzmusiker (Schlagzeug, Komposition)
- Snorre Pedersen (* 1972), norwegischer Skeletonfahrer
- Snorre Valen (* 1984), norwegischer Musiker, Politiker und Journalist

## Sonstiges
- Snorre, Figur aus dem Kinderbuch Wickie und die starken Männer
- Snorri (Krake), Maskottchen des Wasserparks Rulantica